# Rainer Trampert

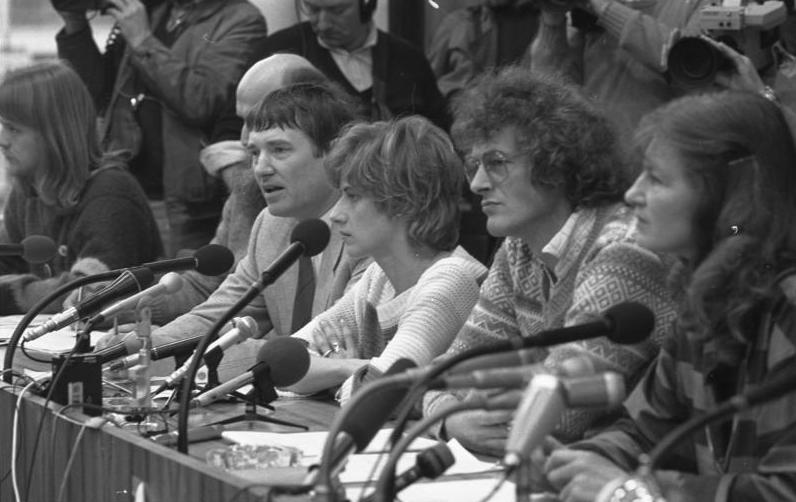
Conférence de presse des Verts à l'issue des élections fédérales allemandes de 1983 : Rainer Trampert (deuxième par la droite, avec les lunettes)

Rainer Trampert (né le 5 mai 1946 à Heuwisch) est un homme politique allemand, cofondateur du parti Die Grünen en RFA.

## Biographie
Il fait une formation d'agent technico-commercial au sein de Deutsche Erdöl AG (en) qui est racheté par Texaco. Il est employé de l'entreprise américaine de 1968 à 1984. En 1972, il est élu puis suppléant au comité d'entreprise d'IG Chemie-Papier-Keramik (de). En 1974, il est exclu de sa fonction de délégué syndical en raison de publications critiques sur le paritarisme du syndicat professionnel.
En 1974, il s'inscrit au Kommunistischer Bund (de) qu'il quitte en 1979 avec le Gruppe Z (de).
En 1978, il se présente sur la liste de gauche mené par Holger Strohm (de) pour le Parlement de Hambourg. Il devient cofondateur du parti Les Verts. Il est élu porte-parole lors de la cinquième assemblée générale du parti en novembre 1982 à Hagen et occupe ce poste jusqu'à la neuvième assemblée en mai 1987 à Duisbourg. En février 1989, il rejette une nouvelle candidature pour le bureau fédéral, parce qu'il ne se voit plus représenter le parti. Il joue un rôle majeur dans l'émergence du programme d'économie politique du parti et est avec Thomas Ebermann (de) un représentant de l'écosocialisme. En avril 1990, il quitte les Verts avec Ebermann, Jutta Ditfurth et d'autres écosocialistes qui s'opposent aux Realos au sein du parti en les accusant de compromis avec les autres partis politiques et de devenir politiciens.
Il reste dans le débat politique en écrivant des livres et des articles dans les journaux de gauche Konkret et Jungle World.

## Source, notes et références
- (de) Cet article est partiellement ou en totalité issu de l’article de Wikipédia en allemand intitulé « Rainer Trampert » (voir la liste des auteurs).